# グースバンプス モンスターと秘密の書
『グースバンプス モンスターと秘密の書』 （グースバンプス モンスターとひみつのしょ、原題: Goosebumps）は、2015年公開のアメリカ合衆国のホラーファンタジー映画。
R・L・スタインの児童向けホラー小説『グースバンプス』を原作とする本作は、テレビドラマ『ミステリー・グースバンプス』に次ぐ2度目の映像化となる。

## 概要
ロブ・レターマン監督、ダーレン・レムケ脚本のホラーコメディ。ジャック・ブラックが誇張されたR・L・スタインを演じており、シリーズのモンスターたちが彼の作品から逃げ出し現実世界で大混乱を引き起こした後に、隣人（ディラン・ミネット）と十代の娘（オデイア・ラッシュ）と協力して故郷を救おうとする。また、エイミー・ライアン、ライアン・リー、ジリアン・ベルとハルストン・セイジが脇役として出演している。
北米ではコロンビア ピクチャーズによって2015年10月16日に公開。日本では「未体験ゾーンの映画たち2017」の上映作品の一つとして2017年1月7日に公開された。

## あらすじ
少年ザックは学校の教頭職を務める母親の転勤を機に、ニューヨークから田舎町に引っ越してきた。父親の死を引き摺る中、ザックは隣人となった美少女ハンナとの交流で少しずつ閉じていた心を開いていく。しかし、隣家の家主であるハンナの父親はザックを非常に邪険にしており、更には隣家から喧嘩の声と共に女性の悲鳴さえ聞こえてくる。
家庭内暴力を疑ったザックが、高校の友人チャンプと共に隣家に侵入すると、そこでホラー作家であるR・L・スタインの著書が何故か鍵を掛けられた状態で大量に収まった本棚を発見する。本に興味津々のチャンプを見かね、ザックが本に掛けられた鍵を開けると、そこでハンナが現れる。不法侵入した2人にハンナは怒り、そのどさくさでザックの持つ鍵を開けられた本が開いてしまう。すると、なんとその本から本に登場する怪物、雪男が実体化し、暴れ出した。雪男に襲われるザックたちだが、そこでハンナの父親が現れ、本の中に再び雪男を封じ込める。
実はハンナの父親こそその怪物たちが登場する作品群「グースバンプス」の著者であるR・L・スタインだった。スタインが創作した作品の怪物たちは、本の世界から現実の世界に実体化してしまうため、本に鍵を掛けて封印していたのである。しかし、雪男が暴れたはずみでスタインが特に危険視する怪物、悪魔の腹話術人形スラッピーの本の鍵が壊れ、実体化してしまった。長年本に閉じ込められていたスラッピーは、スタインたちが二度と自分を封じこめられないように本を燃やしてしまう。更には、怪物が封じられた本を全て奪い、怪物たちを次々と解き放ちはじめた。様々な怪物たちに暴れられて町はパニックになり、携帯電話の基地局も破壊されて町は孤立してしまう。絶望的な状況の中、ザックは本が燃やされてしまったのならば新しく怪物を本の中に戻す物語を書けばいいと提案する。しかし、物語を現実にするためには、特別なタイプライターが必要だった。そのタイプライターは、なんとザックたちが通う高校に保管してあるという。
再び怪物たちを本の世界へ戻すため、スタインたちは魑魅魍魎に立ち向かうのであった。

## キャスト
※括弧内は日本語吹替
- R・L・スタイン / 腹話術人形スラッピーの声 / 透明人間の声 - ジャック・ブラック[4][5]（高木渉）
- ザック・クーパー - ディラン・ミネット[6]（梅原裕一郎）
- ハンナ・スタイン - オデイア・ラッシュ[7]（瀬戸麻沙美）
- チャンプ - ライアン・リー（英語版）[8]（深谷悠）
- ゲイル・クーパー - エイミー・ライアン[9]（亀井芳子）
- ロレイン・コンヤーズ - ジリアン・ベル[9]（鯨エマ）
- テイラー - ハルストン・セイジ[10]
- デヴィッドソン - スティーヴン・クルーガー（英語版）[11]
- ギャリソン校長 - キース・アーサー・ボールデン
- ブルックス巡査 - アマンダ・ルンド[12]
- スティーヴンス巡査 - ティモシー・シモンズ（英語版）[12]
- コーチ・カー - ケン・マリーノ[10]
- ルーニー先生 - カラン・ソーニ
- ブラック先生 - R・L・スタイン[13]

## 音楽
サウンドトラックは、ダニー・エルフマンが作曲、2015年10月9日にリリースされた。
映画で使用された曲
- "Racketeer" - The Blue Van
- "Headlights" - OPIEN
- "Get Ugly" - ジェイソン・デルーロ
- "Everybody Have Fun Tonight" by Ryan Perez-Daple
- "Better Than the Rest" - Shock Diamonds
- "Heads Will Roll" (A-Trak Remix) - ヤー・ヤー・ヤーズ
- "Bumps Gonna Goose Ya" - MF Bumps,  ジャック・ブラック